# Porongos Trinidad
Centro Recreativo Porongos Fútbol Club jest urugwajskim klubem piłkarskim z siedzibą w mieście Trinidad. Występuje w ligach regionalnych.

## Osiągnięcia
- Mistrz Urugwaju klubów spoza Montevideo (Campeón Clubes del Interior) (3):   1988, 1994, 1995
- Mistrz departamentu Flores (34): 1923, 1924, 1925, 1937, 1939, 1940, 1942, 1944, 1954, 1955, 1956, 1959, 1960, 1961, 1971, 1981, 1982, 1986, 1987, 1988, 1989, 1990, 1991, 1992, 1993, 1995, 1996, 1997, 1998, 2005, 2006, 2008, 2009, 2012
- Udział w Copa CONMEBOL: 1996